# V.League Division 1 2020-2021 (maschile)
La V.League Division 1 2020-2021, 54ª edizione della massima serie del campionato giapponese maschile di pallavolo, si è svolta dal 17 ottobre 2020 al 5 maggio 2021: al torneo hanno partecipato 10 squadre di club giapponesi e la vittoria finale è andata per l'ottava volta ai Suntory Sunbirds.

## Regolamento

### Formula
La formula ha previsto:
- Regular season, che prevede quattro round-robin, per un totale di trentasei incontri per squadra: le prime tre classificate hanno avuto accesso ai play-off scudetto e le ultime due classificate hanno avuto accesso al Challenge match.
- Play-off scudetto, disputati con:
  - Semifinale, tra la seconda e la terza classifica in regular season, in gara unica e con la testa di serie più alta che parte in vantaggio 1-0 nella serie ed eventuale golden set in caso di vittoria della testa di serie più bassa.
  - Finale, tra la prima classificata in regular season e la vincitrice della semifinale, in gara unica e con la testa di serie più alta che parte in vantaggio 1-0 nella serie ed eventuale golden set in caso di vittoria della testa di serie più bassa.
- Challenge Match, che prevede incontri di andata e ritorno tra la nona e la decima classificata di V.League Division 1 e le prime due classificate di V.League Division 2, abbinate con il metodo della serpentina.

A causa del diffondersi della pandemia di COVID-19 in Giappone, diversi incontri di regular season sono stati cancellati e non più disputati, pertanto la classifica di regular season è stata determinata dalla ratio degli incontri vinti di ciascuna squadra. In seguito al primo posto in V.League Division 2 dei Kawasaki Red Spirits, sprovvisti della licenza necessaria per partecipare alla massima serie, i Nagano Tridents hanno ottenuto la salvezza senza disputare il Challenge Match.

### Criteri di classifica
Se il risultato finale è stato di 3-0 o 3-1 sono stati assegnati 3 punti alla squadra vincente e 0 a quella sconfitta, se il risultato finale è stato di 3-2 sono stati assegnati 2 punti alla squadra vincente e 1 a quella sconfitta.
L'ordine del posizionamento in classifica è stato definito in base a:
- Numero di partite vinte;
- Punti;
- Ratio dei set vinti/persi;
- Ratio dei punti realizzati/subiti.

## Squadre Partecipanti
Al campionato di V.League Division 1 2020-2021 partecipano 10 squadre di club giapponesi.
| Club                  | Stagione | Città     | Impianto                        | Stagione precedente        |
| --------------------- | -------- | --------- | ------------------------------- | -------------------------- |
| FC Tokyo              | dettagli | Tokyo     | Tokyo Gas Gymnasium             | 8ª in V.League Division 1  |
| JTEKT Stings          | dettagli | Kariya    | Kariya City Gymnasium           | Campioni del Giappone      |
| JT Thunders Hiroshima | dettagli | Hiroshima | Nekoda Memorial Gymnasium       | 4ª in V.League Division 1  |
| Nagano Tridents       | dettagli | Takamori  | Matsumoto City Gymnasium        | 10ª in V.League Division 1 |
| Oita Weisse Adler     | dettagli | Ōita      | Oita Factory Gymnasium          | 9ª in V.League Division 1  |
| Panasonic Panthers    | dettagli | Hirakata  | Panasonic Arena                 | 2ª in V.League Division 1  |
| Sakai Blazers         | dettagli | Sakai     | Kanaoka Park Gymnasium          | 5ª in V.League Division 1  |
| Suntory Sunbirds      | dettagli | Minō      | Suntory Training Center         | 3ª in V.League Division 1  |
| Toray Arrows          | dettagli | Mishima   | Mishima Citizen Gymnasium       | 6ª in V.League Division 1  |
| WolfDogs Nagoya       | dettagli | Inazawa   | Toyoda Gosei Memorial Gymnasium | 7ª in V.League Division 1  |

## Torneo

### Regular season

#### Risultati
| Risultati |                                            |     |                                   |
|           |                                            |     |                                   |
| 17-10     | Sakai Blazers - Nagano Tridents            | 3-1 | 26-24, 25-19, 23-25, 25-20        |
| 17-10     | Suntory Sunbirds - WolfDogs Nagoya         | 3-1 | 25-19, 32-34, 25-21, 25-21        |
| 17-10     | Panasonic Panthers - FC Tokyo              | 3-1 | 25-22, 25-19, 25-27, 25-23        |
| 17-10     | Oita Weisse Adler - JT Thunders Hiroshima  | 0-3 | 13-25, 20-25, 19-25               |
| 17-10     | JTEKT Stings - Toray Arrows                | 3-1 | 14-25, 25-22, 26-24, 25-19        |
| 18-10     | Sakai Blazers - Nagano Tridents            | 3-0 | 25-23, 25-21, 25-23               |
| 18-10     | Suntory Sunbirds - WolfDogs Nagoya         | 3-1 | 25-21, 25-17, 22-25, 25-20        |
| 18-10     | JTEKT Stings - Toray Arrows                | 3-2 | 25-20, 21-25, 21-25, 25-19, 15-13 |
| 18-10     | Oita Weisse Adler - JT Thunders Hiroshima  | 0-3 | 16-25, 17-25, 16-25               |
| 18-10     | Panasonic Panthers - FC Tokyo              | 3-1 | 25-15, 22-25, 25-21, 25-19        |
| 23-10     | Nagano Tridents - JTEKT Stings             | 2-3 | 22-25, 20-25, 25-22, 25-18, 15-17 |
| 24-10     | Toray Arrows - WolfDogs Nagoya             | 0-3 | 21-25, 16-25, 19-25               |
| 24-10     | Suntory Sunbirds - Sakai Blazers           | 1-3 | 22-25, 22-25, 25-17, 17-25        |
| 24-10     | JT Thunders Hiroshima - FC Tokyo           | 3-0 | 25-22, 26-24, 25-23 5             |
| 24-10     | Nagano Tridents - JTEKT Stings             | 0-3 | 16-25, 20-25, 21-25               |
| 24-10     | Panasonic Panthers - Oita Weisse Adler     | 3-0 | 29-27, 25-16, 25-14               |
| 25-10     | JT Thunders Hiroshima - FC Tokyo           | 3-0 | 25-23, 25-23, 26-24               |
| 25-10     | Toray Arrows - WolfDogs Nagoya             | 1-3 | 17-25, 25-18, 23-25, 22-25        |
| 25-10     | Suntory Sunbirds - Sakai Blazers           | 3-2 | 21-25, 21-25, 25-20, 25-21, 19-17 |
| 25-10     | Panasonic Panthers - Oita Weisse Adler     | 3-1 | 25-17, 23-25, 25-21, 25-14        |
| 31-10     | FC Tokyo - Oita Weisse Adler               | 3-0 | 25-19, 25-19, 25-16               |
| 31-10     | WolfDogs Nagoya - Sakai Blazers            | 3-0 | 27-25, 25-20, 25-20               |
| 31-10     | Nagano Tridents - Suntory Sunbirds         | 0-3 | 20-25, 14-25, 23-25               |
| 31-10     | JTEKT Stings - Panasonic Panthers          | 1-3 | 20-25, 19-25, 27-25, 11-25        |
| 31-10     | JT Thunders Hiroshima - Toray Arrows       | 3-0 | 25-19, 25-23, 25-21               |
| 01-11     | FC Tokyo - Oita Weisse Adler               | 3-0 | 25-23, 25-21, 25-22               |
| 01-11     | WolfDogs Nagoya - Sakai Blazers            | 3-1 | 25-23, 22-25, 25-16, 25-18        |
| 01-11     | JTEKT Stings - Panasonic Panthers          | 0-3 | 22-25, 25-27, 23-25               |
| 01-11     | Nagano Tridents - Suntory Sunbirds         | 1-3 | 22-25, 17-25, 25-21, 17-25        |
| 01-11     | JT Thunders Hiroshima - Toray Arrows       | 1-3 | 25-20, 20-25, 20-25, 18-25        |
| 07-11     | Toray Arrows - FC Tokyo                    | 3-1 | 26-28, 25-20, 25-21, 25-205       |
| 07-11     | Sakai Blazers - JT Thunders Hiroshima      | 3-2 | 25-21, 24-26, 25-21, 24-26, 15-11 |
| 07-11     | WolfDogs Nagoya - Nagano Tridents          | 3-1 | 23-25, 25-18, 25-22, 25-22        |
| 07-11     | Panasonic Panthers - Suntory Sunbirds      | 1-3 | 25-17, 21-25, 22-25, 26-28        |
| 07-11     | JTEKT Stings - Oita Weisse Adler           | 3-0 | 25-21, 25-14, 25-22               |
| 08-11     | WolfDogs Nagoya - Nagano Tridents          | 3-0 | 25-23, 25-20, 25-18               |
| 08-11     | Toray Arrows - FC Tokyo                    | 3-2 | 23-25, 25-19, 25-19, 23-25, 22-20 |
| 08-11     | Sakai Blazers - JT Thunders Hiroshima      | 3-1 | 22-25, 25-21, 25-23, 25-15        |
| 08-11     | Panasonic Panthers - Suntory Sunbirds      | 1-3 | 25-20, 15-25, 20-25, 25-27        |
| 08-11     | JTEKT Stings - Oita Weisse Adler           | 3-2 | 20-25, 21-25, 25-23, 26-24, 15-9  |
| 14-11     | Suntory Sunbirds - JTEKT Stings            | 3-2 | 25-18, 17-25, 25-27, 25-15, 15-13 |
| 14-11     | Panasonic Panthers - Sakai Blazers         | 3-1 | 21-25, 25-21, 25-16, 25-19        |
| 14-11     | FC Tokyo - WolfDogs Nagoya                 | 1-3 | 15-25, 23-25, 25-16, 20-25        |
| 14-11     | JT Thunders Hiroshima - Nagano Tridents    | 3-2 | 25-21, 22-25, 24-26, 25-19, 15-9  |
| 14-11     | Toray Arrows - Oita Weisse Adler           | 3-2 | 25-21, 18-25, 25-17, 20-25, 15-11 |
| 15-11     | FC Tokyo - WolfDogs Nagoya                 | 2-3 | 25-23, 22-25, 20-25, 25-21, 19-21 |
| 15-11     | Suntory Sunbirds - JTEKT Stings            | 2-3 | 28-26, 25-23, 22-25, 24-26, 19-21 |
| 15-11     | JT Thunders Hiroshima - Nagano Tridents    | 3-1 | 23-25, 25-17, 25-15, 29-27        |
| 15-11     | Panasonic Panthers - Sakai Blazers         | 3-2 | 25-21, 23-25, 16-25, 25-17, 15-13 |
| 15-11     | Toray Arrows - Oita Weisse Adler           | 3-0 | 25-22, 25-19, 25-20               |
| 27-11     | Suntory Sunbirds - JT Thunders Hiroshima   | 3-2 | 25-19, 18-25, 28-30, 25-19, 15-11 |
| 28-11     | Toray Arrows - Sakai Blazers               | 3-0 | 25-22, 25-21, 25-19               |
| 28-11     | WolfDogs Nagoya - Oita Weisse Adler        | 3-0 | 25-20, 25-23, 25-18               |
| 28-11     | Nagano Tridents - Panasonic Panthers       | 0-3 | 14-25, 23-25, 21-25               |
| 28-11     | Suntory Sunbirds - JT Thunders Hiroshima   | 3-0 | 25-18, 25-18, 25-16               |
| 28-11     | JTEKT Stings - FC Tokyo                    | 3-0 | 27-25, 25-23, 25-21               |
| 29-11     | Toray Arrows - Sakai Blazers               | 3-1 | 25-19, 20-25, 25-20, 25-23        |
| 29-11     | WolfDogs Nagoya - Oita Weisse Adler        | 3-0 | 25-19, 25-17, 25-20               |
| 29-11     | Nagano Tridents - Panasonic Panthers       | 3-2 | 23-25, 25-20, 20-25, 25-20, 15-10 |
| 29-11     | JTEKT Stings - FC Tokyo                    | 3-2 | 25-23, 21-25, 25-23, 24-26, 15-13 |
| 04-12     | JTEKT Stings - WolfDogs Nagoya             | 3-1 | 18-25, 25-21, 25-19, 25-18        |
| 05-12     | Sakai Blazers - Oita Weisse Adler          | 3-2 | 25-15, 28-30, 25-21, 24-26, 15-13 |
| 05-12     | JT Thunders Hiroshima - Panasonic Panthers | 2-3 | 25-22, 17-25, 26-24, 24-26, 12-15 |
| 05-12     | FC Tokyo - Nagano Tridents                 | 3-2 | 25-27, 30-28, 25-21, 22-25, 15-10 |
| 05-12     | JTEKT Stings - WolfDogs Nagoya             | 1-3 | 25-27, 27-25, 20-25, 16-25,       |
| 06-12     | JT Thunders Hiroshima - Panasonic Panthers | 0-3 | 21-25, 16-25, 20-25               |
| 06-12     | Sakai Blazers - Oita Weisse Adler          | 3-1 | 25-19, 21-25, 25-18, 25-22        |
| 06-12     | FC Tokyo - Nagano Tridents                 | 3-2 | 25-20, 21-25, 22-25, 25-18, 15-7  |
| 16-01     | Sakai Blazers - WolfDogs Nagoya            | 3-0 | 25-21, 25-22, 25-23               |
| 16-01     | Suntory Sunbirds - Nagano Tridents         | 3-0 | 25-22, 25-17, 25-20               |
| 16-01     | JT Thunders Hiroshima - Toray Arrows       | 3-1 | 25-16, 25-17, 20-25, 25-18        |
| 16-01     | Panasonic Panthers - JTEKT Stings          | 3-1 | 25-22, 25-23, 22-25, 25-17        |
| 16-01     | Oita Weisse Adler - FC Tokyo               | 1-3 | 23-25, 25-13, 25-27, 19-25        |
| 17-01     | Suntory Sunbirds - Nagano Tridents         | 3-0 | 25-22, 25-22, 25-21               |
| 17-01     | JT Thunders Hiroshima - Toray Arrows       | 2-3 | 24-26, 25-22, 22-25, 26-24, 11-15 |
| 17-01     | Sakai Blazers - WolfDogs Nagoya            | 1-3 | 22-25, 27-25, 22-25, 29-31        |
| 17-01     | Panasonic Panthers - JTEKT Stings          | 3-2 | 25-23, 18-25, 23-25, 25-21, 15-11 |
| 17-01     | Oita Weisse Adler - FC Tokyo               | 1-3 | 25-21, 22-25, 23-25, 18-25        |
| 22-01     | WolfDogs Nagoya - JTEKT Stings             | 3-1 | 25-17, 21-25, 25-15, 25-19        |
| 23-01     | Toray Arrows - Suntory Sunbirds            | 1-3 | 25-21, 20-25, 24-26, 22-25        |
| 23-01     | Nagano Tridents - FC Tokyo                 | 3-0 | 25-18, 25-23, 25-22               |
| 23-01     | Panasonic Panthers - JT Thunders Hiroshima | 3-0 | 25-19, 25-16, 25-13               |
| 23-01     | WolfDogs Nagoya - JTEKT Stings             | 3-0 | 25-18, 25-22, 25-13               |
| 23-01     | Sakai Blazers - Oita Weisse Adler          | 3-1 | 25-17, 20-25, 25-21, 25-21        |
| 24-01     | Toray Arrows - Suntory Sunbirds            | 0-3 | 21-25, 24-26, 21-25               |
| 24-01     | Nagano Tridents - FC Tokyo                 | 3-2 | 25-22, 15-25, 15-25, 34-32, 15-13 |
| 24-01     | Panasonic Panthers - JT Thunders Hiroshima | 3-1 | 26-24, 25-23, 19-25, 25-20        |
| 24-01     | Sakai Blazers - Oita Weisse Adler          | 3-2 | 23-25, 25-20, 25-14, 21-25, 15-12 |

| Risultati |                                           |     |                                   |
|           |                                           |     |                                   |
| 30-01     | Suntory Sunbirds - Panasonic Panthers     | 3-1 | 22-25, 38-36, 25-16, 25-20        |
| 30-01     | JT Thunders Hiroshima - Sakai Blazers     | 3-1 | 25-22, 22-25, 25-23, 26-24        |
| 30-01     | Nagano Tridents - WolfDogs Nagoya         | 0-3 | 22-25, 23-25, 20-25               |
| 30-01     | Oita Weisse Adler - JTEKT Stings          | 0-3 | 23-25, 16-25, 17-25               |
| 31-01     | Toray Arrows - FC Tokyo                   | 3-2 | 26-24, 21-25, 25-20, 23-25, 15-6  |
| 31-01     | Suntory Sunbirds - Panasonic Panthers     | 3-2 | 25-23, 22-25, 24-26, 25-16, 15-13 |
| 31-01     | JT Thunders Hiroshima - Sakai Blazers     | 1-3 | 25-17, 21-25, 21-25, 21-25        |
| 31-01     | Nagano Tridents - WolfDogs Nagoya         | 1-3 | 20-25, 25-22, 17-25, 21-25        |
| 31-01     | Oita Weisse Adler - JTEKT Stings          | 0-3 | 17-25, 21-25, 17-25               |
| 06-02     | Suntory Sunbirds - FC Tokyo               | 3-0 | 25-19, 26-24, 26-24               |
| 06-02     | Panasonic Panthers - Toray Arrows         | 1-3 | 17-25, 25-22, 22-25, 21-25        |
| 06-02     | JTEKT Stings - Sakai Blazers              | 3-1 | 25-23, 25-22, 25-27, 25-20        |
| 06-02     | Nagano Tridents - Oita Weisse Adler       | 2-3 | 23-25, 25-18, 22-25, 25-19, 10-15 |
| 06-02     | WolfDogs Nagoya - JT Thunders Hiroshima   | 2-3 | 25-22, 19-25, 26-24, 22-25, 8-15  |
| 07-02     | JTEKT Stings - Sakai Blazers              | 3-1 | 22-25, 25-18, 25-17, 25-20        |
| 07-02     | Suntory Sunbirds - FC Tokyo               | 3-2 | 18-25, 25-15, 30-28, 27-29, 15-8  |
| 07-02     | Panasonic Panthers - Toray Arrows         | 3-0 | 25-18, 25-14, 25-20               |
| 07-02     | WolfDogs Nagoya - JT Thunders Hiroshima   | 3-0 | 25-22, 25-23, 25-23               |
| 07-02     | Nagano Tridents - Oita Weisse Adler       | 1-3 | 25-27, 32-30, 17-25, 17-25        |
| 13-02     | FC Tokyo - Panasonic Panthers             | 0-3 | 20-25, 19-25, 23-25               |
| 13-02     | Suntory Sunbirds - Toray Arrows           | 3-1 | 20-25, 25-20, 25-21, 25-16        |
| 13-02     | JT Thunders Hiroshima - Oita Weisse Adler | 3-1 | 21-25, 25-18, 25-17, 25-21        |
| 13-02     | Nagano Tridents - Sakai Blazers           | 0-3 | 22-25, 17-25, 21-25               |
| 14-02     | FC Tokyo - Panasonic Panthers             | 1-3 | 23-25, 25-22, 20-25, 19-25,       |
| 14-02     | JT Thunders Hiroshima - Oita Weisse Adler | 3-0 | 25-21, 25-19, 25-22               |
| 14-02     | Suntory Sunbirds - Toray Arrows           | 3-1 | 25-19, 20-25, 25-19, 25-22        |
| 14-02     | Nagano Tridents - Sakai Blazers           | 0-3 | 26-28, 17-25, 19-25               |
| 19-02     | Nagano Tridents - Toray Arrows            | 1-3 | 20-25, 20-25, 25-22, 15-25,       |
| 20-02     | JT Thunders Hiroshima - JTEKT Stings      | 1-3 | 25-20, 21-25, 17-25, 21-25        |
| 20-02     | Panasonic Panthers - WolfDogs Nagoya      | 3-0 | 25-22, 25-22, 25-22               |
| 20-02     | FC Tokyo - Sakai Blazers                  | 2-3 | 25-17, 18-25, 25-19, 20-25, 14-16 |
| 20-02     | Oita Weisse Adler - Suntory Sunbirds      | 0-3 | 21-25, 22-25, 16-25               |
| 20-02     | Nagano Tridents - Toray Arrows            | 1-3 | 22-25, 41-43, 27-25, 27-29,       |
| 21-02     | JT Thunders Hiroshima - JTEKT Stings      | 1-3 | 14-25, 21-25, 25-21, 19-25        |
| 21-02     | Panasonic Panthers - WolfDogs Nagoya      | 3-0 | 27-25, 25-18, 25-23               |
| 21-02     | FC Tokyo - Sakai Blazers                  | 3-1 | 20-25, 25-23, 25-21, 25-19        |
| 21-02     | Oita Weisse Adler - Suntory Sunbirds      | 0-3 | 16-25, 15-25, 21-25               |
| 27-02     | Sakai Blazers - Toray Arrows              | 2-3 | 20-25, 25-21, 23-25, 25-21, 12-15 |
| 27-02     | Panasonic Panthers - Nagano Tridents      | 3-0 | 25-20, 25-23, 25-14               |
| 27-02     | Oita Weisse Adler - WolfDogs Nagoya       | 0-3 | 22-25, 19-25, 18-25               |
| 27-02     | JT Thunders Hiroshima - Suntory Sunbirds  | 0-3 | 20-25, 21-25, 23-25               |
| 27-02     | JTEKT Stings - FC Tokyo                   | 3-0 | 25-20, 25-21, 25-20               |
| 28-02     | Sakai Blazers - Toray Arrows              | 3-2 | 19-25, 23-25, 25-21, 25-23, 16-14 |
| 28-02     | JT Thunders Hiroshima - Suntory Sunbirds  | 0-3 | 23-25, 20-25, 22-25               |
| 28-02     | Panasonic Panthers - Nagano Tridents      | 3-2 | 25-15, 20-25, 20-25, 25-14, 15-13 |
| 28-02     | JTEKT Stings - FC Tokyo                   | 0-3 | 23-25, 21-25, 23-25               |
| 28-02     | Oita Weisse Adler - WolfDogs Nagoya       | 0-3 | 20-25, 13-25, 19-25               |
| 06-03     | Sakai Blazers - Suntory Sunbirds          | 0-3 | 25-27, 21-25, 12-25               |
| 06-03     | FC Tokyo - JT Thunders Hiroshima          | 0-3 | 19-25, 23-25, 16-25               |
| 06-03     | Panasonic Panthers - Oita Weisse Adler    | 3-0 | 25-16, 25-16, 25-13               |
| 06-03     | JTEKT Stings - Nagano Tridents            | 3-0 | 25-20, 25-21, 25-21               |
| 06-03     | WolfDogs Nagoya - Toray Arrows            | 3-1 | 25-19, 25-19, 24-26, 25-17        |
| 07-03     | Sakai Blazers - Suntory Sunbirds          | 0-3 | 24-26, 22-25, 14-25               |
| 07-03     | FC Tokyo - JT Thunders Hiroshima          | 2-3 | 25-20, 20-25, 13-25, 25-11, 13-15 |
| 07-03     | JTEKT Stings - Nagano Tridents            | 3-0 | 25-17, 25-13, 25-22               |
| 07-03     | Panasonic Panthers - Oita Weisse Adler    | 3-0 | 25-18, 25-14, 25-21               |
| 07-03     | WolfDogs Nagoya - Toray Arrows            | 3-2 | 21-25, 25-20, 21-25, 26-24, 22-20 |
| 12-03     | Oita Weisse Adler - Nagano Tridents       | 1-3 | 25-22, 23-25, 24-26, 20-25        |
| 13-03     | Sakai Blazers - JTEKT Stings              | 1-3 | 17-25, 25-27, 25-19, 22-25,       |
| 13-03     | Toray Arrows - Panasonic Panthers         | 1-3 | 22-25, 23-25, 25-18, 22-25        |
| 13-03     | JT Thunders Hiroshima - WolfDogs Nagoya   | 2-3 | 21-25, 25-22, 25-20, 19-25, 13-15 |
| 13-03     | FC Tokyo - Suntory Sunbirds               | 0-3 | 19-25, 20-25, 19-25               |
| 13-03     | Oita Weisse Adler - Nagano Tridents       | 3-1 | 23-25, 25-20, 25-21, 25-16        |
| 14-03     | Toray Arrows - Panasonic Panthers         | 0-3 | 17-25, 20-25, 15-25               |
| 14-03     | Sakai Blazers - JTEKT Stings              | 0-3 | 13-25, 19-25, 27-29               |
| 14-03     | JT Thunders Hiroshima - WolfDogs Nagoya   | 1-3 | 15-25, 18-25, 25-22, 21-25        |
| 14-03     | FC Tokyo - Suntory Sunbirds               | 2-3 | 25-21, 26-24, 19-25, 17-25, 8-15  |
| 20-03     | Suntory Sunbirds - Oita Weisse Adler      | 3-0 | 25-17, 25-16, 25-20               |
| 20-03     | Sakai Blazers - FC Tokyo                  | 3-0 | 25-23, 25-19, 25-22               |
| 20-03     | Toray Arrows - Nagano Tridents            | 3-1 | 16-25, 25-20, 25-21, 25-20,       |
| 20-03     | JTEKT Stings - JT Thunders Hiroshima      | 3-2 | 19-25, 21-25, 25-19, 29-27, 15-10 |
| 20-03     | WolfDogs Nagoya - Panasonic Panthers      | 1-3 | 25-22, 22-25, 23-25, 25-27        |
| 21-03     | Suntory Sunbirds - Oita Weisse Adler      | 3-0 | 25-13, 25-22, 25-16               |
| 21-03     | JTEKT Stings - JT Thunders Hiroshima      | 1-3 | 25-27, 25-27, 25-14, 19-25        |
| 21-03     | Sakai Blazers - FC Tokyo                  | 3-0 | 26-24, 25-19, 25-16               |
| 21-03     | Toray Arrows - Nagano Tridents            | 3-0 | 25-19, 25-19, 25-22               |
| 21-03     | WolfDogs Nagoya - Panasonic Panthers      | 3-0 | 25-21, 26-24, 25-23               |
| 27-03     | Sakai Blazers - Panasonic Panthers        | 1-3 | 23-25, 28-26, 15-25, 23-25        |
| 27-03     | WolfDogs Nagoya - FC Tokyo                | 3-0 | 25-20, 25-19, 25-16               |
| 27-03     | Nagano Tridents - JT Thunders Hiroshima   | 0-3 | 25-27, 20-25, 19-25               |
| 27-03     | JTEKT Stings - Suntory Sunbirds           | 0-3 | 16-25, 25-27, 19-25               |
| 27-03     | Toray Arrows - Oita Weisse Adler          | 3-0 | 25-21, 25-17, 25-18               |
| 28-03     | Sakai Blazers - Panasonic Panthers        | 1-3 | 28-30, 27-25, 21-25, 19-25        |
| 28-03     | WolfDogs Nagoya - FC Tokyo                | 3-0 | 25-22, 25-22, 31-29               |
| 28-03     | JTEKT Stings - Suntory Sunbirds           | 3-1 | 21-25, 25-23, 25-17, 25-18        |
| 28-03     | Nagano Tridents - JT Thunders Hiroshima   | 0-3 | 19-25, 20-25, 16-25               |
| 28-03     | Toray Arrows - Oita Weisse Adler          | 3-0 | 25-19, 25-22, 25-17               |

#### Classifica
| Pos. | Squadra               | Pt | G  | V  | P  | Ratio | SV | SP  | Ratio | PF    | PS    | Ratio |
| ---- | --------------------- | -- | -- | -- | -- | ----- | -- | --- | ----- | ----- | ----- | ----- |
| 1.   | Suntory Sunbirds      | 88 | 34 | 31 | 3  | 0,912 | 97 | 30  | 3,233 | 3 049 | 2 661 | 1,146 |
| 2.   | Panasonic Panthers    | 85 | 36 | 29 | 7  | 0,806 | 95 | 41  | 2,317 | 3 220 | 2 882 | 1,117 |
| 3.   | WolfDogs Nagoya       | 76 | 34 | 26 | 8  | 0,765 | 84 | 40  | 2,100 | 2 951 | 2 700 | 1,093 |
| 4.   | JTEKT Stings          | 65 | 34 | 23 | 11 | 0,676 | 78 | 53  | 1,472 | 2 980 | 2 862 | 1,041 |
| 5.   | Toray Arrows          | 49 | 33 | 17 | 16 | 0,515 | 65 | 65  | 1,000 | 2 920 | 2 907 | 1,004 |
| 6.   | JT Thunders Hiroshima | 54 | 36 | 17 | 19 | 0,472 | 70 | 68  | 1,029 | 3 054 | 3 048 | 1,002 |
| 7.   | Sakai Blazers         | 49 | 36 | 17 | 19 | 0,472 | 68 | 73  | 0,932 | 3 169 | 3 200 | 0,990 |
| 8.   | FC Tokyo              | 31 | 35 | 8  | 27 | 0,229 | 47 | 88  | 0,534 | 2 933 | 3 115 | 0,942 |
| 9.   | Nagano Tridents       | 16 | 36 | 4  | 32 | 0,111 | 34 | 101 | 0,337 | 2 835 | 3 234 | 0,877 |
| 10.  | Oita Weisse Adler     | 12 | 36 | 3  | 33 | 0,083 | 24 | 103 | 0,233 | 2 535 | 3 037 | 0,835 |

      Qualificate alla finale play-off scudetto
      Qualificate alla semifinale play-off scudetto
      Al Challenge Match.

### Play-off scudetto
|  | Semifinali | Semifinali         | Semifinali |                    |   | Finale | Finale           | Finale |  |
|  |            |                    |            |                    |   |        |                  |        |  |
|  |            |                    |            |                    |   | 1      | Suntory Sunbirds | 3      |  |
|  |            |                    |            |                    |   | 1      | Suntory Sunbirds | 3      |  |
|  |            |                    | 2          | Panasonic Panthers | 0 |        |                  |        |  |
|  | 2          | Panasonic Panthers | 2          | Panasonic Panthers | 0 | 125    |                  |        |  |
|  | 2          | Panasonic Panthers |            |                    |   |        |                  |        |  |
|  | 3          | WolfDogs Nagoya    | 321        |                    |   |        |                  |        |  |

#### Semifinale
| Gara unica |                                      |     |                                       |
|            |                                      |     |                                       |
| 03-04      | Panasonic Panthers - WolfDogs Nagoya | 1-3 | 23-25, 25-21, 19-25, 25-27, GS: 25-21 |

#### Finale
| Gara unica |                                       |     |                     |
|            |                                       |     |                     |
| 04-04      | Suntory Sunbirds - Panasonic Panthers | 3-0 | 25-21, 25-23, 25-20 |

### Challenge match
|  | Finale |                   |   |   |   |  |
|  |        |                   |   |   |   |  |
|  | 8      | Oita Weisse Adler | 3 | 2 | 5 |  |
|  | 2VL    | Voreas Hokkaido   | 0 | 3 | 3 |  |

| Gara 1 |                                     |     |                     |
|        |                                     |     |                     |
| 04-05  | Oita Weisse Adler - Voreas Hokkaido | 3-0 | 25-22, 25-20, 25-23 |

| Gara 2 |                                     |     |                                   |
|        |                                     |     |                                   |
| 05-05  | Oita Weisse Adler - Voreas Hokkaido | 2–3 | 20-25, 14-25, 25-19, 27-25, 13-15 |

## Classifica finale
| Pos                 | Squadra               | Qualificazione                    |
| ------------------- | --------------------- | --------------------------------- |
| Giappone (bandiera) | Suntory Sunbirds      | Campionato asiatico per club 2022 |
| 2                   | Panasonic Panthers    |                                   |
| 3                   | WolfDogs Nagoya       |                                   |
| 4                   | JTEKT Stings          |                                   |
| 5                   | Toray Arrows          |                                   |
| 6                   | JT Thunders Hiroshima |                                   |
| 7                   | Sakai Blazers         |                                   |
| 8                   | FC Tokyo              |                                   |
| 9                   | Nagano Tridents       |                                   |
| 10                  | Oita Weisse Adler     |                                   |

## Premi individuali
| Premio                     | Nome              | Squadra               |
| -------------------------- | ----------------- | --------------------- |
| MVP della finale           | Dmitrij Musėrskij | Suntory Sunbirds      |
| Miglior allenatore         | Kota Yamamura     | Suntory Sunbirds      |
| Miglior spirito combattivo | Kunihiro Shimizu  | Panasonic Panthers    |
| Miglior esordiente         | Yudai Kawahigashi | Nagano Tridents       |
| Miglior realizzatore       | Bartosz Kurek     | WolfDogs Nagoya       |
| Miglior attaccante         | Hideyuki Kuriyama | FC Tokyo              |
| Miglior muro               | Taishi Onodera    | JT Thunders Hiroshima |
| Miglior servizio           | Dmitrij Musėrskij | Suntory Sunbirds      |
| Miglior ricevitore         | Tomohiro Ogawa    | WolfDogs Nagoya       |
| Miglior difesa             | Kenya Fujinaka    | Suntory Sunbirds      |
| Sestetto ideale            | Masahiro Yanagida | Suntory Sunbirds      |
| Sestetto ideale            | Dmitrij Musėrskij | Suntory Sunbirds      |
| Sestetto ideale            | Bartosz Kurek     | WolfDogs Nagoya       |
| Sestetto ideale            | Taishi Onodera    | JT Thunders Hiroshima |
| Sestetto ideale            | Akihiro Yamauchi  | Panasonic Panthers    |
| Sestetto ideale            | Masaki Oya        | Suntory Sunbirds      |
| Miglior libero             | Tomohiro Ogawa    | WolfDogs Nagoya       |
| Premio fair play           | Taichi Fukuyama   | JTEKT Stings          |
| Premio fair play           | Kentarō Takahashi | Toray Arrows          |
| Premio fair play           | Yuki Higuchi      | Sakai Blazers         |
| Premio d'onore             | Masashi Kuriyama  | Suntory Sunbirds      |
| Premio d'onore             | Takuya Takamatsu  | Oita Weisse Adler     |
| Premio d'onore             | Akihiro Fukatsu   | JT Thunders Hiroshima |
| Premio d'onore             | Yūya Tachibana    | FC Tokyo              |
| Premio d'onore             | Yōhei Yamada      | FC Tokyo              |
| Premio record giapponese   | Yūji Nishida      | JTEKT Stings          |
| Premio record giapponese   | Tomohiro Ogawa    | WolfDogs Nagoya       |
| Premio Yasutaka Matsudaira | Kota Yamamura     | Suntory Sunbirds      |
| Miglior GM                 | Makoto Shiiba     | Veertien Mie          |

## Statistiche
| Rendimento individuale | Rendimento individuale | Rendimento individuale | Rendimento individuale |
| Pos.                   | Nome                   | Punti                  | Squadra                |
| ---------------------- | ---------------------- | ---------------------- | ---------------------- |
| 1                      | Bartosz Kurek          | 948                    | Suntory Sunbirds       |
| 2                      | Yūji Nishida           | 833                    | JTEKT Stings           |
| 3                      | Krisztián Pádár        | 804                    | Toray Arrows           |
| 4                      | Rivan Nurmulki         | 786                    | Nagano Tridents        |
| 5                      | Dmitrij Musėrskij      | 778                    | Suntory Sunbirds       |
| 6                      | Thomas Edgar           | 677                    | JT Thunders Hiroshima  |
| 7                      | Jhon Wendt             | 586                    | Sakai Blazers          |
| 8                      | Curtis Stockton        | 552                    | Oita Weisse Adler      |
| 9                      | Kunihiro Shimizu       | 545                    | Panasonic Panthers     |
| 10                     | Kenta Takanashi        | 530                    | Suntory Sunbirds       |

| Attacchi vincenti | Attacchi vincenti | Attacchi vincenti | Attacchi vincenti     |
| Pos.              | Nome              | Punti             | Squadra               |
| ----------------- | ----------------- | ----------------- | --------------------- |
| 1                 | Bartosz Kurek     | 846               | Suntory Sunbirds      |
| 2                 | Krisztián Pádár   | 734               | Toray Arrows          |
| 3                 | Rivan Nurmulki    | 702               | Nagano Tridents       |
| 4                 | Yūji Nishida      | 692               | JTEKT Stings          |
| 5                 | Dmitrij Musėrskij | 660               | Suntory Sunbirds      |
| 6                 | Thomas Edgar      | 613               | JT Thunders Hiroshima |
| 7                 | Jhon Wendt        | 505               | Sakai Blazers         |
| 8                 | Curtis Stockton   | 492               | Oita Weisse Adler     |
| 9                 | Kunihiro Shimizu  | 478               | Panasonic Panthers    |
| 10                | Kenta Takanashi   | 459               | Suntory Sunbirds      |

| Muri vincenti | Muri vincenti       | Muri vincenti | Muri vincenti         |
| Pos.          | Nome                | Punti         | Squadra               |
| ------------- | ------------------- | ------------- | --------------------- |
| 1             | Taishi Onodera      | 90            | JT Thunders Hiroshima |
| 2             | Taichi Fukuyama     | 83            | JTEKT Stings          |
| 3             | Yūji Nishida        | 73            | JTEKT Stings          |
| 4             | Dmitrij Musėrskij   | 61            | Suntory Sunbirds      |
| 5             | Yoshihiko Matsumoto | 60            | Sakai Blazers         |
| 6             | Hideyuki Kuriyama   | 58            | FC Tokyo              |
| 6             | Akihiro Yamauchi    | 58            | Panasonic Panthers    |
| 8             | Bartosz Kurek       | 56            | Suntory Sunbirds      |
| 8             | Jhon Wendt          | 56            | Sakai Blazers         |
| 8             | Hirotaka Kon        | 56            | Suntory Sunbirds      |

| Battute vincenti | Battute vincenti  | Battute vincenti | Battute vincenti      |
| Pos.             | Nome              | Punti            | Squadra               |
| ---------------- | ----------------- | ---------------- | --------------------- |
| 1                | Yūji Nishida      | 68               | JTEKT Stings          |
| 2                | Dmitrij Musėrskij | 57               | Suntory Sunbirds      |
| 3                | Bartosz Kurek     | 46               | Suntory Sunbirds      |
| 4                | Masahiro Yanagida | 43               | Suntory Sunbirds      |
| 5                | Kunihiro Shimizu  | 42               | Panasonic Panthers    |
| 6                | Krisztián Pádár   | 40               | Toray Arrows          |
| 7                | Kōta Yamada       | 36               | Oita Weisse Adler     |
| 8                | Rivan Nurmulki    | 34               | Nagano Tridents       |
| 9                | Thomas Edgar      | 29               | JT Thunders Hiroshima |
| 10               | Michał Kubiak     | 26               | Panasonic Panthers    |
| 10               | Shoma Tomita      | 26               | Toray Arrows          |